# Swillington
Swillington är en ort och civil parish i Storbritannien.   Den ligger i distriktet Leeds i grevskapet West Yorkshire i riksdelen England, i den centrala delen av landet, 260 km norr om huvudstaden London. Swillington ligger 59 meter över havet och antalet invånare är 3 279.
Terrängen runt Swillington är platt. Runt Swillington är det mycket tätbefolkat, med 1 095 invånare per kvadratkilometer. Närmaste större samhälle är Leeds, 9,1 km väster om Swillington. Trakten runt Swillington består till största delen av jordbruksmark.